# Christina (román)
Christina (anglicky Christine) je román amerického spisovatele Stephena Kinga z roku 1983. Kniha vyšla poprvé v češtině roku 1997. 
Kniha obsadila 6. místo v kategorii „Best Fantasy Novel“ literární ceny Locus za rok 1983.

## Obsah
V americkém městečku Libertyville žijí dva kamarádi, Dennis Guilder a Arnie Cunnigham. Arnie je zakřiknutý chlapec s ošklivým akné na obličeji, kterého ovládají jeho ambiciózní rodiče, má jediného přítele Dennise, který ho chrání před útoky spolužáků. Jednoho dne se jejich přátelství naruší, když si Arnie přes odpor rodičů koupí zničený Plymouth Fury z roku 1958 od podivínského veterána Rolanda LeBaye, celé léto na autě pracuje a auto se zázračným způsobem zotavuje ze šrámů a naježděných let. Po vzoru Le Baye vozidlu říká Christina. Matka Regina odmítá, aby auto stálo u jejich domu a Arnie je nucen si pronajmout stání u místního podnikatele se špatnou pověstí, Willa Darnella. Arnie auto opraví, zázračně se mu lepší i jeho pleť. Díky svému lepšímu vzhledu se stává objektem touhy své krásné spolužačky Leighy Cabbotové, která s ním začne chodit. Dennis ani Leigha z auta nemají dobrý pocit, Arnie se začíná postupně měnit v někoho jiného. 
LeBay zemřel, Arnie s Dennisem se jdou podívat na jeho pohřeb, Dennis se seznámí s jeho bratrem, který mu řekne historii Rolanda i Christiny. Roland nenáviděl svět, během služby v armádě opravoval drahá auta svých nadřízených, sám také toužil po vlastním. Po návratu z války se oženil a za peníze koupil nový Plymouth Fury, na které nedal dopustit. Jeho dcera se zadusila v Christině soustem hamburgeru a jeho žena se po této nešťastné události otrávila výfukovými plyny.
Místní parta je naštvaná na Arnieho, protože jejich kamaráda Buddyho za Arnieho napadení vyhodili ze školy. Opravená Christina musí parkovat na odlehlém parkovišti, protože ji Regina nechce mít na očích. Buddyho parta Christinu úplně zdevastuje. Arnie se nevzdává a znovu ji „opravuje“, respektive Christina se regeneruje sama. Členům Buddyho party se dějí smrtelné nehody, policie má podezření, že za tím stojí Arnold, ale nemá důkazy. Leigha se dusí v Christině soustem z hamburgeru, Arnie jí nepomůže, přestože ví jak. Zachrání ji náhodný stopař, Leigha odmítá dále jezdit v Christině a sbližuje se s Dennisem, který má z auta podobné pocity. Arnie, aby si vydělal peníze vozí pro Darnella nekolkované cigarety či drogy, jednou ho však chytí. Arnie odmítá udat Darnella, který je ve vlastním domě zabit Christinou, která spolu s mrtvým LeBayem ovládla Arnieho, ten je díky Willově smrti zproštěn obvinění.
Dennis s Leighou přijdou na Christininu pravou tvář a rozhodnou se auto zničit, aby zachránili svého přítele. Arnie nachytá líbající se Dennise a Leighu, oba ví, že teď bude následovat Christinina pomsta a začínají jednat. Dennis má po těžkém zranění z fotbalu slabou nohu, přesto řídí ohromný fekální vůz Petúnii, dokáže jí Christinu zničit. Arnie ale umírá se svou matkou při dálniční nehodě. 

## Filmové zpracování
- Christine - americký hororový thriller z roku 1983, režie John Carpenter.